# Wahl zur Landesversammlung in Bayern 1946
- KPD: 9
- SPD: 51
- FDP: 3
- CSU: 109
- WAV: 8

Die Wahl zur Verfassunggebenden Landesversammlung fand in Bayern am 30. Juni 1946 statt. Am gleichen Tag fand die Wahl zur Verfassunggebenden Landesversammlung Württemberg-Baden statt.
Diese beiden waren die ersten Wahlen zu einer überkommunalen Körperschaft in Deutschland nach dem Zweiten Weltkrieg. Die Wahlbeteiligung in Bayern betrug 72,1 %.

## Vorgeschichte
Bayern war Ende April 1945 komplett von US-Truppen besetzt worden. Am 28. Mai 1945 ernannte die US-Militärregierung („OMGUS“) Fritz Schäffer zum vorläufigen Ministerpräsidenten. Am 19. September wurde Bayern als Land offiziell wiederhergestellt. Am 28. September wurde Schäffer durch den Sozialdemokraten Wilhelm Hoegner ersetzt.
Am 8. Februar 1946 ordnete der US-General Lucius D. Clay an, eine Verfassung für Bayern auszuarbeiten. Diese Verfassungsgebung fand zunächst in einem Vorläufigen Ausschuss statt, wo ein erster Entwurf entwickelt wurde. Die endgültige Entscheidung sollte durch eine gewählte Versammlung getroffen werden. Die Wahl zu dieser fand dann am 30. Juni 1946 statt.
Nach der Verabschiedung der Verfassung fanden am 1. Dezember 1946 die erste reguläre Landtagswahl sowie eine Volksabstimmung über die neue Verfassung statt.

## Ergebnis
| Partei                                        | Abgegebene Stimmen | in Prozent | Sitze |
| --------------------------------------------- | ------------------ | ---------- | ----- |
| Christlich-Soziale Union in Bayern (CSU)      | 1.587.595          | 58,3 %     | 109   |
| Sozialdemokratische Partei Deutschlands (SPD) | 786.045            | 28,8 %     | 51    |
| Kommunistische Partei Deutschlands (KPD)      | 145.749            | 5,3 %      | 9     |
| Wirtschaftliche Aufbau-Vereinigung (WAV)      | 137.765            | 5,1 %      | 8     |
| Freie Demokratische Partei (FDP)              | 68.417             | 2,5 %      | 3     |
| Gesamt                                        | 3.048.337          | 100 %      | 180   |